# Blegyest
Blegyest (románul: Blăgești) falu Romániában, Moldvában, Bákó megyében. Közigazgatásilag négy falu tartozik még hozzá: Buda, Poiana Negustorului, Țârdenii Mari és Valea lui Ion.

## Fekvése
A Tázlómenti-Szubkárpátok keleti oldalán, a Krakkó–Beszterce-medencében, az Aranyos-Beszterce jobb partján található.

## Története
A falu nevét 1436-ban említette először oklevél.

## Népesség
A községnek a 2011-es adatok alapján 7080 lakosa volt, melyből 80,72% román, 11,85% cigány, 7,33% ismeretlen 0,09% más nemzetiségű volt. A népesség 91,3%-a görögkeleti ortodox volt.